# Gussie Busch
August Anheuser „Gussie“ Busch Jr. (* 28. März 1899 in St. Louis im US-Bundesstaat Missouri; † 29. September 1989 ebenda) war ein US-amerikanischer Brauer, der die Anheuser-Busch Companies von 1946 bis 1975 als Geschäftsführender Gesellschafter zur größten Brauerei der Welt ausbaute.

## Leben
Buschs Vater war der US-amerikanische Brauereiunternehmer August Anheuser Busch, sein Großvater war Adolphus Busch, der als erster die Methode der Pasteurisierung auf Bier anwandte, und sein Urgroßvater war Eberhard Anheuser.
Die berufliche Ausbildung Buschs begann auf der untersten Ebene der Anheuser-Busch-Brauerei in St. Louis. 1924 wurde er zum Produktionsleiter und nach dem Tod seines Vaters 1934 zum Direktor der Brauereiabteilung ernannt. Nach dem Tod seines älteren Bruders Adolphus Busch 1946 übernahm er auch dessen Funktionen als Präsident und CEO der Anheuser-Busch Companies. Diese Funktionen übergab er im Mai 1975 an seinen Sohn August Anheuser Busch.
Ab 1953 widmete sich Busch verstärkt seinem Baseball-Lieblingsverein St. Louis Cardinals. Er war viermal verheiratet und hatte insgesamt elf Kinder. Zwei seiner Ehen wurden geschieden.